# Broad Creek (Carolina del Norte)
Broad Creek es un lugar designado por el censo del condado de Carteret en el estado estadounidense de Carolina del Norte.

## Tierras públicas
Croatan Bosque Nacional

## Educación
- Escuela Primaria Bogue Sound
- Escuela Broad Creek Middle
- Escuela Croatan High